# Abd al-Kabir Ghannam
Abd al-Kabir Ghannam, Abdel Kebir Ghennam (arab. عبد الكبير غنام, ʿAbd al-Kabīr Ghannām) – marokański bokser, brązowy medalista Igrzysk Śródziemnomorskich 1997 w Bari.